# Anna Santamaria i Tusell
Anna Santamaria i Tusell (Terrassa, 28 de febrer de 1920 - ?, 20 de juny de 2013) fou una promotora cultural i professora de català.

## Biografia
Va néixer a la casa pairal de Can Tusell, estudià al col·legi de Monges de Sant Pere i al Liceu Dalmau. Va passar la prova de català del Tribunal Permanent de Català i durant dos anys fou alumna de Pompeu Fabra i Poch, l'última alumna directa del mestre que li va sobreviure. Després de la guerra civil espanyola es va quedar sense feina i treballà encarregant-se de la correspondència comercial d'una empresa. Alhora, començà a donar classes clandestines de català a casa seva.
Es vinculà a Òmnium Cultural i a la seva campanya Català a l'escola a partir del 1970, coordinant i formant mestres de català. Durant la transició va fer classes de català per a mestres al CIC, cursos a la biblioteca Salvador Cardús organitzats per la Diputació de Barcelona. El 2009 fou nomenada terrassenc de l'Any. El Govern de Catalunya li concedí la Creu de Sant Jordi el 2013.